# Michael Crichton

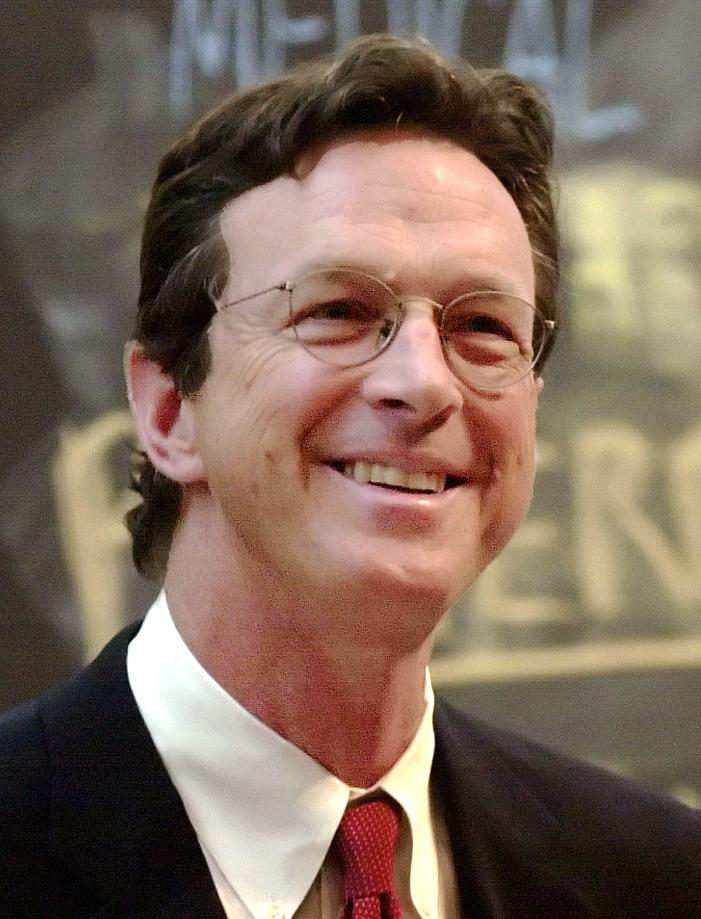
Michael Crichton (2002)

John Michael Crichton [ˈkɹaɪtn̩] (* 23. Oktober 1942 in Chicago, Illinois; † 4. November 2008 in Los Angeles) war ein US-amerikanischer Schriftsteller, Drehbuchautor, Regisseur, Arzt und Filmproduzent. Besonders bekannt wurde sein Roman Jurassic Park aus dem Jahre 1990.

## Leben und Werk
Michael Crichton war das erste von vier Kindern des Journalisten John Henderson Crichton und dessen Ehefrau Zula Miller Crichton. Er wuchs in Roslyn auf Long Island auf und hatte zwei Schwestern, Kimberly und Catherine, und einen jüngeren Bruder, Douglas. Er studierte am Harvard College (Abschluss, Bachelor of Arts B.A., 1964) und Medizin an der Harvard Medical School (Abschluss M.D., Doctor of Medicine, 1969). Nachfolgend war er als Dozent am Salk Institute for Biological Studies in La Jolla, Kalifornien tätig. 1988 war er Gastdozent am Massachusetts Institute of Technology.
Crichton begann schon als Student unter dem Pseudonym John Lange erste Romane zu veröffentlichen – eine Anspielung auf seine Körpergröße von 2,06 Metern. Ein weiteres (ironisches) Pseudonym ist Jeffery Hudson – Jeffrey Hudson war im siebzehnten Jahrhundert der Lieblingszwerg von Königin Henrietta Maria von Frankreich. Unter dem Pseudonym Jeffery Hudson erschien 1968 sein erster als Hardcover veröffentlichter Roman A Case of Need (deutsch: Die Intrige), in dem er sich mit dem Thema der illegalen Abtreibung befasste.
1971 hatte er in dem nach seinem Roman gedrehten Film Andromeda – Tödlicher Staub aus dem All einen Kurzauftritt als Chirurg. 1990 erwarb Warner Bros. im Auftrag von Steven Spielberg die Rechte an einem Drehbuch, in dem Crichton bereits 1974 Erfahrungen aus seiner ärztlichen Tätigkeit verarbeitet hatte. Daraus wurde als Emergency Room – Die Notaufnahme eine der erfolgreichsten Fernsehserien überhaupt.
Im Jahr 1999 gründete er das Computerspiel-Entwicklungsstudio Timeline Studios, um seine eigenen Spiele-Ideen zu verwirklichen. Wegen mangelnden Erfolgs des einzigen veröffentlichten Spiels, des Adventures Timeline (eine Umsetzung seines gleichnamigen Romans) wurde das Unternehmen jedoch bereits 2001 wieder geschlossen. 2002 wurde eine in China neu entdeckte Dinosaurierspezies zu Ehren Crichtons Crichtonsaurus genannt. Begründet wurde dies mit der Popularität, die die Dinosaurier durch Crichtons Roman Jurassic Park und die entsprechenden Filme erlangt haben.
2004 kam sein umstrittener Roman Welt in Angst heraus. Darin geht es um Ökoterroristen, die ein künstliches Seebeben auslösen wollen, um die Welt in Angst vor dem Klimawandel zu halten. Der Roman kritisiert die nach Meinung des Autors ideologisierte Wissenschaft. Crichton hielt die Thesen vom weltweiten Klimawandel für falsch; wenn es überhaupt eine Erwärmung gebe, dann sei sie Teil eines natürlichen Zyklus, da sich die Erde seit der letzten Eiszeit erwärme. In der Wissenschaft werden diese Thesen abgelehnt. Zwar seien die vorgebrachten Argumente auf den ersten Blick plausibel, tatsächlich seien sie jedoch Scheinargumente, die einer wissenschaftlichen Überprüfung nicht standhielten. Oft seien sie auch einfach nur falsch. Tatsächlich zeige die Lektüre deutlich, dass Crichton auf gängige Pseudoargumente von Klimaskeptikern hereingefallen sei. Umweltschützer warfen ihm zudem Missverständnis von Fakten sowie Fehlinformationen und die Leugnung der anthropogenen Ursachen der Klimaerwärmung vor.
Kurz nach Erscheinen des Romans ereignete sich im Dezember 2004 ein Seebeben in Südasien mit verheerenden Tsunamis, was die Aktualität des Themas unterstrich und dem Roman zusätzliche Aufmerksamkeit einbrachte. Obwohl ein fiktionales Werk, wurde ihm von der ölindustrienahen American Association of Petroleum Geologists ein Journalismuspreis verliehen.
Crichton verfasste 26 Romane und 11 Drehbücher. Viele seiner Bücher wurden auch als Filme Kassenschlager, allen voran Jurassic Park, bei dem er ebenfalls das Drehbuch verfasste. Als Regisseur hat er u. a. Westworld, Coma und Runaway – Spinnen des Todes gedreht. Er war Mitglied des PEN America.
Michael Crichton war fünfmal verheiratet, viermal geschieden und Vater einer Tochter. Eine seiner Ehefrauen war die kanadische Schauspielerin Anne-Marie Martin. Er erlag am 4. November 2008 im Alter von 66 Jahren in Los Angeles einem Krebsleiden (malignes Lymphom).

## Auszeichnungen
- 1969 Edgar Allan Poe Award (Kategorie Best Novel) (als Jeffrey Hudson) für A Case of Need (dt. Intrige)
- 1970 Technical Achievement Award für Fünf Patienten (Academy of Motion Picture Arts and Sciences)
- 1971 Seiun Award für The Andromeda Strain als bester fremdsprachiger Roman
- 1980 Association of American Medical Writers Award für Der große Eisenbahnraub
- 1980 Edgar-Allan-Poe-Award für Der große Eisenbahnraub
- 1985 Bester Science-Fiction Film beim Brussels International Festival of Fantasy Film für Looker
- 1994 Hugo Award für Jurassic Park (Best Dramatic Presentation)
- 1994 Saturn Award für Jurassic Park (Drehbuch)
- 1995 Emmy Award für Emergency Room
- 1995 Peabody Award für pioneering computerized motion picture budgeting and scheduling für Emergency Room
- 1995 Technical Achievement Award (Academy Awards, USA)
- 1995 Television Producer of the Year Award in Episodic (PGA Award) für Emergency Room
- 1995 Wise Owl Award – Honorable Mention für Emergency Room
- 1995 Writers Guild of America Award, Best Long Form Television Drehbuch für Emergency Room
- 1996 Emmy Award für die Serie Emergency Room
- 1996 Peabody Award für Emergency Room
- 1996 Verbandseigener Schriftstellerpreis vom amerikanischen Ärzteverband AMA für Emergency Room
- 1996 Writers Guild of America Award für Emergency Room
- 1996 Goldene Himbeere (Worst Written Film Grossing Over $100 Million) für Twister
- 1998 Life Career Award (Academy of Science Fiction, Fantasy & Horror Films, USA)

## Bibliografie
Jurassic Park
- Jurassic Park (1990)
  - Deutsch: DinoPark. Übersetzt von Klaus Berr. Droemer Knaur, 1991, ISBN 3-426-19290-X.
- The Lost World (1995)
  - Deutsch: The Lost World: Vergessene Welt. Übersetzt von Klaus Berr. Droemer Knaur, 1996, ISBN 3-426-19381-7. Auch als: Vergessene Welt: Jurassic Park. Übersetzt von Klaus Berr. Droemer Knaur (Knaur-Taschenbücher #60684), 1997, ISBN 3-426-60684-4.
- Michael Crichton’s Jurassic World (Sammelausgabe von Jurassic Park und The Lost World; 1997)

Romane
- Odds On (1966; als John Lange)
  - Deutsch: Die Liebesfalle. Übersetzt von Anneli Christian. Bastei Taschenbuch #36, 1971, DNB 720068525.
- Scratch One (1967; als John Lange)
  - Deutsch: Heisse Ware. Übersetzt von Heinz Kausträter. Scherz (Action-Krimi #66), 1969.
- A Case of Need (1968; als Jeffery Hudson)
  - Deutsch: Die Intrige. Übersetzt von Helmut Degner. Scherz, 1970.
- Easy Go (1968; auch: The Last Tomb, 1974; als John Lange)
  - Deutsch: Millionenraub am Nil. Übersetzt von Bodo Baumann. Ullstein Bücher #1393, 1971, ISBN 3-548-01393-7.
- The Andromeda Strain (1969)
  - Deutsch: Andromeda. Übersetzt von Norbert Wölfl. Droemer/Knaur, München und Zürich 1969, DNB 456301496.
- The Venom Business (1969; als John Lange)
- Zero Cool (1969; als John Lange)
- Drug of Choice (1970; als John Lange)
  - Deutsch: Die Teufelsdroge. Übersetzt von Heinz Kausträter. Verlag Buch und Welt (Kaiser-Krimi #90), Klagenfurt 1970, DNB 1018624082.
- Grave Descend (1970; als John Lange)
  - Deutsch: Mordtaucher vor Jamaika. Übersetzt von Will Helm. Ullstein Bücher #1387, 1971, ISBN 3-548-01387-2.
- Dealing: or the Berkeley-to-Boston Forty-Brick Lost-Bag Blues (1970; als Michael Douglas, mit Douglas Crichton)
- The Terminal Man (1972)
  - Deutsch: Endstation. Übersetzt von Norbert Wölfl. Droemer Knaur, 1973, ISBN 3-85886-020-4. Auch als: Endstation. Übersetzt von Alfred Hans. Goldmann #13307, München 2001, ISBN 3-442-13307-6.
- Binary (1972)
  - Deutsch: Giftglocke über San Diego. Übersetzt von Wilhelm Thaler. Ullstein Bücher #1566, 1973, ISBN 3-548-01566-2.
- The Great Train Robbery (1973)
  - Deutsch: Der große Eisenbahnraub. Übersetzt von Hans-Joachim Maass. Rowohlt, 1976, ISBN 3-498-00844-7.
- Westworld (1973, Film-Drehbuch und Regie)
- Eaters of the Dead (1976; auch: The 13th Warrior, 1988)
  - Deutsch: Die ihre Toten essen. Übersetzt von Georg Schmidt. Droemer Knaur (Knaur-Taschenbücher #60289), 1994, ISBN 3-426-60289-X. Auch als: Schwarze Nebel. Übersetzt von Georg Schmidt. In: Michael Crichton: Schwarze Nebel : Zwei Romane. Droemer Knaur (Knaur #71130), München 1998, ISBN 3-426-71130-3. Auch als: Der 13. Krieger. Übersetzt von Georg Schmidt. Droemer Knaur (Knaur-Taschenbücher #61613), 1999, ISBN 3-426-61613-0.
- Congo (1980)
  - Deutsch: Expedition Kongo. Übersetzt von Karl A. Klewer. Rowohlt #857, 1981, ISBN 3-498-00857-9.
- Sphere (1987)
  - Deutsch: Die Gedanken des Bösen. Übersetzt von Alfred Hans. Wunderlich, 1988, ISBN 3-8052-0457-4. Auch als: Sphere – Die Gedanken des Bösen. Übersetzt von Alfred Hans. Goldmann-Taschenbuch #45854, 2005, ISBN 3-442-45854-4.
- Rising Sun (1991)
  - Deutsch: Nippon Connection. Übersetzt von Michaela Grabinger. Droemer Knaur, 1992, ISBN 3-426-19315-9.
- Disclosure (1994)
  - Deutsch: Enthüllung. Übersetzt von Michaela Grabinger. Droemer Knaur, 1994, ISBN 3-426-19349-3.
- Airframe (1996)
  - Deutsch: Airframe. Übersetzt von Klaus Berr. Blessing, 1997, ISBN 3-89667-004-2.
- Twister (1996; mit Anne-Marie Martin)
  - Deutsch: Twister : Die andere Seite der Natur : Das Original-Drehbuch zum Film. Übersetzt von W. M. Riegel. Goldmann #43673, München 1996, ISBN 3-442-43673-7.
- Timeline (1999)
  - Deutsch: Timeline. Übersetzt von Klaus Berr. Blessing #113, 2000, ISBN 3-89667-113-8. Auch als: Timeline : Eine Reise in die Mitte der Zeit. Übersetzt von Klaus Berr. Goldmann #45575, München 2003, ISBN 3-442-45575-8.
- Prey (2002)
  - Deutsch: Beute. Übersetzt von Ulrike Wasel und Klaus Timmermann. Blessing, 2002, ISBN 3-89667-209-6.
- State of Fear (2004)
  - Deutsch: Welt in Angst. Übersetzt von Ulrike Wasel und Klaus Timmermann. Blessing #210, 2005, ISBN 3-89667-210-X.
- Next (2006)
  - Deutsch: Next. Übersetzt von Ulrike Wasel und Klaus Timmermann. Blessing #337, 2007, ISBN 978-3-89667-337-4.
- Pirate Latitudes (2009)
  - Deutsch: Gold. Übersetzt von Ulrike Wasel und Klaus Timmermann. Blessing, 2009, ISBN 978-3-89667-402-9.
- Micro (2011; mit Richard Preston)
  - Deutsch: Micro. Übersetzt von Michael Bayer. Blessing, 2012, ISBN 978-3-89667-429-6.
- Dragon Teeth (2017)
  - Deutsch: Dragon Teeth: Wie alles begann. Übersetzt von Klaus Berr. Blessing, 2018, ISBN 978-3-89667-623-8.
- The Andromeda Evolution (2019; mit Daniel H. Wilson)
  - Deutsch: Andromeda – Die Evolution. Übersetzt von Kristof Kurz. Heyne, 2021, ISBN 978-3-453-42477-7.
- Eruption. (Century, 2024; vollendet von James Patterson)
  - Deutsch: Eruption. Übersetzt von Thomas Bauer. Heyne, 2025, ISBN 978-3-442-49641-9.

Kurzgeschichten
- Blood Doesn’t Come Out (2003, in: Michael Chabon (Hrsg.): McSweeney’s Mammoth Treasury of Thrilling Tales)

Sachliteratur
- Five Patients: The Hospital Explained (1970)
  - Deutsch: Notaufnahme. Übersetzt von Norbert Wölfl. Droemer Knaur, 1972, ISBN 3-426-05573-2. Auch als: Notaufnahme : 5 Schicksale zwischen Leben und Tod. Übersetzt von Norbert Wölfl. Droemer-Knaur (Knaur[-Taschenbücher] #566), München, Zürich 1978, ISBN 3-426-00566-2. Auch als: Fünf Patienten. Übersetzt von Daniela Huzly. Droemer Knaur (Knaur #60469), 1995, ISBN 3-426-60469-8.
- Jasper Johns (1977)
- Electronic Life: How to Think About Computers (1983)
  - Deutsch: Electronic Life. Übersetzt von Tony Westermayr und Werner Alexi. Rowohlt, 1984, ISBN 3-498-00863-3. Auch als: Alltag mit Mikros : Computerfibel von A – Z. Übersetzt von Tony Westermayr und Werner Alexi. Rowohlt (Rororo #8129), Reinbek bei Hamburg 1985, ISBN 3-499-18129-0.
- Travels (1988)
  - Deutsch: Im Kreis der Welt. Übersetzt von Alfred Hans. Rowohlt Taschenbuch (rororo #12946), 1991, ISBN 3-499-12946-9. Auch als: Im Kreis der Welt : Ein Autor und seine Reisen. Übersetzt von Alfred Hans. Rowohlt-Taschenbuch-Verlag (Rororo #24498), Reinbek bei Hamburg 2007, ISBN 978-3-499-24498-8.

## Filmografie
Regie
- 1972: Pursuit (Fernsehfilm)
- 1973: Westworld (& Drehbuch)
- 1977: Coma (& Drehbuch)
- 1979: Der große Eisenbahnraub (The First Great Train Robbery) (& Drehbuch)
- 1981: Kein Mord von der Stange (Looker) (& Drehbuch)
- 1984: Runaway – Spinnen des Todes (Runaway) (& Drehbuch)
- 1989: Die Anwältin (Physical Evidence)
- 1999: Der 13te Krieger (The 13th Warrior) (& Produzent)

Drehbuch
- 1973: Extreme Close-Up
- 1993: Jurassic Park
- 1993: Die Wiege der Sonne (Rising Sun)
- 1994: Emergency Room – Die Notaufnahme (ER, Fernsehserie, Pilotfilm Der erste Tag (24 Hours)) (& Produzent)
- 1996: Twister (& Produzent)

Produzent
- 1994: Enthüllung (Disclosure)
- 1998: Sphere – Die Macht aus dem All (Sphere)
- 2004: Timeline